# Anarthrura edentatus
Anarthrura edentatus is een naaldkreeftjessoort uit de familie van de Anarthruridae. De wetenschappelijke naam van de soort is voor het eerst geldig gepubliceerd in 2004 door Bird.